# Chiesa armeno-cattolica

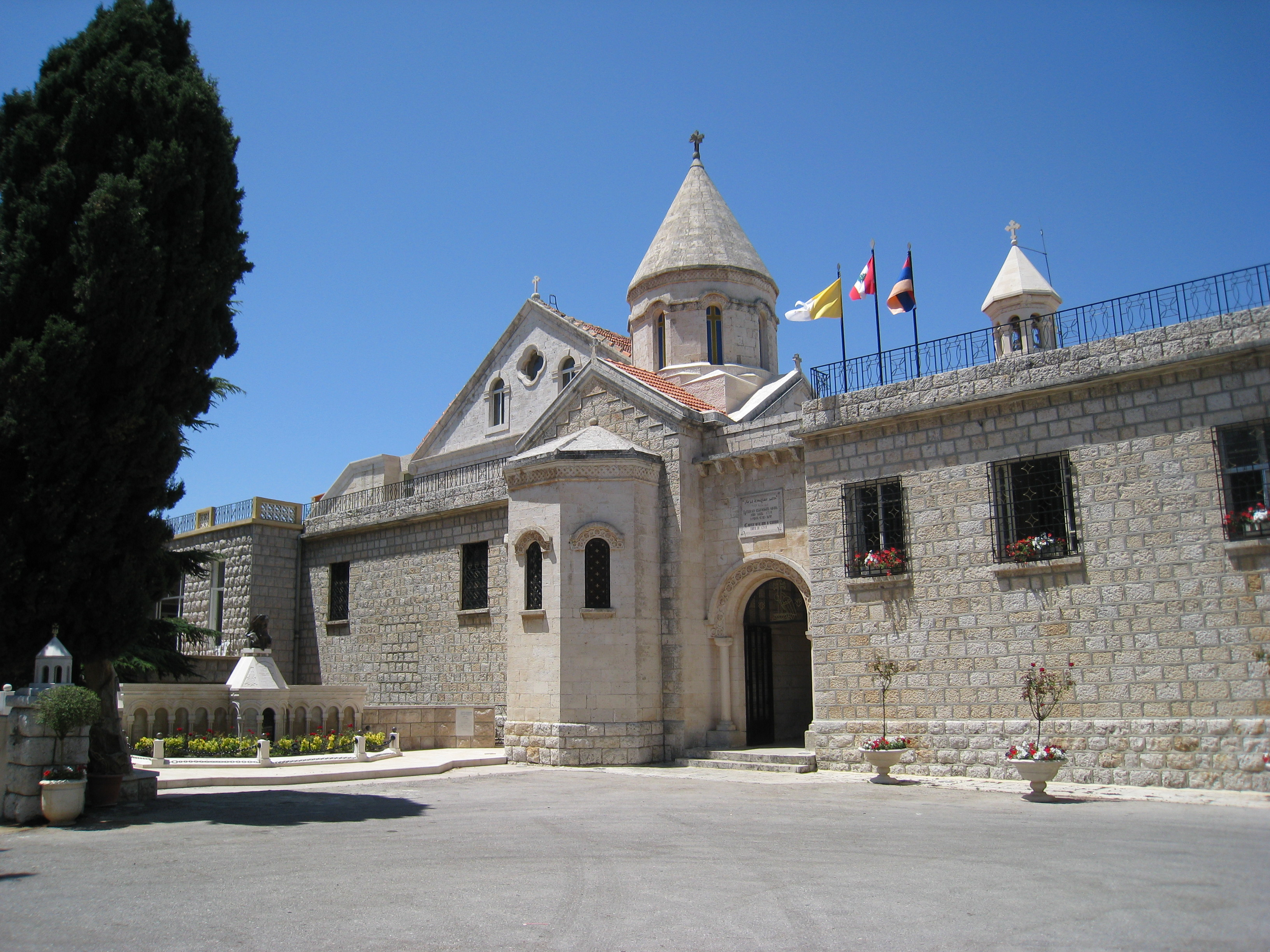
Sede del patriarcato armeno a Bzoummar

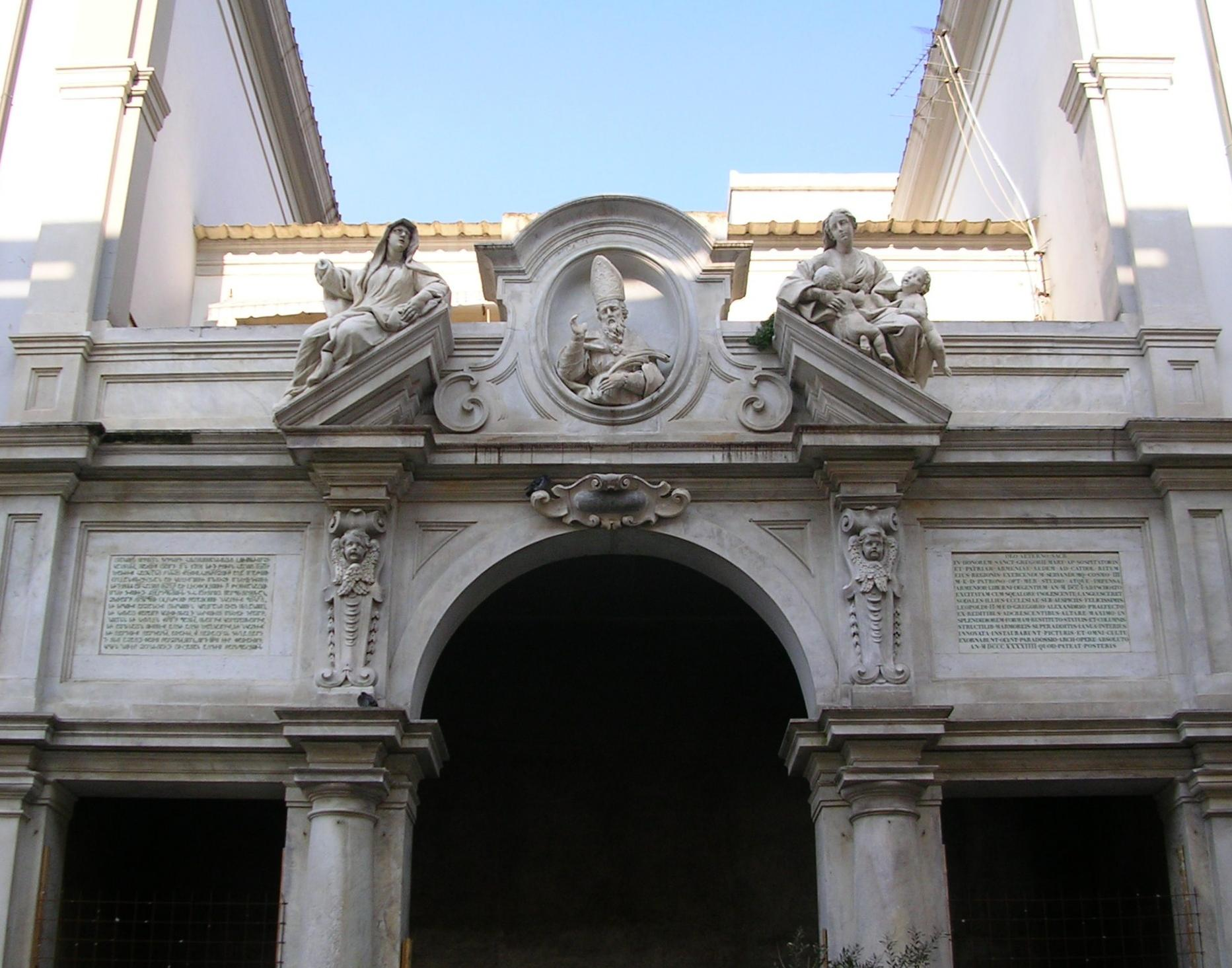
Chiesa Armena di Livorno

La Chiesa armeno-cattolica è una Chiesa cattolica sui iuris di rito armeno, insignita del titolo patriarcale, nata nel 1742 dalla Chiesa nazionale armena. Fu riconosciuta da papa Benedetto XIV (1740-58).
Ha comunità in Libano, Iran, Iraq, Egitto, Siria, Turchia, Israele, Palestina ed in altre realtà della diaspora armena nel mondo; in minima parte è presente anche nella madrepatria armena. Il numero dei fedeli è stimato in 585.000 (2010).

La sede della Chiesa armeno-cattolica è a Bzoummar, in Libano.
Il primate della Chiesa armeno-cattolica è il patriarca di Cilicia che ha sede a Beirut.

## Storia
Nel corso della loro storia gli armeni si erano diffusi in tutto il mondo medio-orientale e nell'est europeo. Si trovano comunità armene nell'impero russo, in quello austro-ungarico, nell'impero ottomano e in Persia. Dal punto di vista religioso, i cristiani armeni sottostavano a quattro giurisdizioni ecclesiastiche distinte fra loro e spesso in lotta: il catolicosato d'Armenia e di tutti gli Armeni (VI secolo), il catolicosato della Grande Casa di Cilicia (1292), il patriarcato armeno di Gerusalemme (1311) ed il patriarcato armeno di Costantinopoli (1461). La chiesa apostolica armena è ancora organizzata in questo modo.
In seno alla comunità cristiana armena, soprattutto a partire dal XVII secolo e grazie all'opera di missionari latini, si formano gruppi di cristiani armeni cattolici, cioè uniti con Roma (da cui il termine uniati). Si tratta di piccoli gruppi, oppure di intere comunità locali trascinate all'uniatismo dal loro vescovo, oppure di monasteri che entrano in comunione con la Santa Sede. Così, per esempio, a Leopoli, nel 1630 fu eretta un arcivescovado armeno unito; a Venezia, nel 1700, viene fondata la Congregazione Mechitarista ed in Libano, all'inizio del Seicento, l'ordine antoniano armeno, entrambi uniti a Roma fin dalla fondazione. Comunità armeno-cattoliche si trovano a Costantinopoli, Aleppo, Mardin, Ispahan in Persia, in Crimea ed in Transilvania. Dal punto di vista religioso, queste comunità, sparsa su un territorio immenso che andava dall'Italia alla Persia, non avevano un responsabile pastorale unico: le singole comunità dipendevano spesso da un vicario apostolico o erano assoggettate al vescovo latino più vicino o dipendevano da delegati apostolici. Di fatto, il cattolicesimo armeno esisteva senza una Chiesa armeno-cattolica costituita.
La maggior parte degli armeni cattolici si trovavano all'interno dei confini dell'impero ottomano: qui la situazione era ancora più complessa, perché alla mancanza di un'indipendenza religiosa si univa l'assenza di un riconoscimento civile da parte delle autorità turche. Infatti, alle varie nazionalità di fede diversa da quella musulmana (chiamate millet), che sussistevano nei territori dell'impero, era garantito un trattamento speciale, ognuna con un suo capo civile, che corrispondeva al capo religioso residente nella capitale Costantinopoli. Così tutti i fedeli greco-ortodossi, che fossero serbi, albanesi, bulgari oppure greco-ortodossi di lingua araba dei patriarcati di Antiochia, Gerusalemme ed Alessandria, dipendevano dal patriarca di Costantinopoli per ciò che riguardava gli affari civili: essi costituivano tutti il rum milleti ossia la nazione dei Greci (letteralmente dei Romani). Il governo turco non teneva in conto la differenza fra ortodossi e cattolici, per cui al rum milleti appartenevano anche i greco-cattolici, che perciò per gli affari civili (diritto di possedere, matrimoni, lasciti e testamenti, tribunali, ecc.) dipendevano dal patriarca ecumenico della capitale.
Una legislazione simile si applicava alla nazione degli Armeni. Nel 1461 fu istituito il patriarcato armeno di Costantinopoli, il cui patriarca era riconosciuto dal governo turco come capo civile di tutti gli armeni dell'impero. I cattolici armeni dunque, non solo non avevano una loro Chiesa autonoma e formalmente costituita, ma dal punto di vista civile dipendevano da quegli stessi connazionali da cui si erano separati, non sempre in modo amichevole. Per cui alla lotta per l'indipendenza e l'autonomia ecclesiastica si unirà, nel Settecento e soprattutto nell'Ottocento, la battaglia per l'emancipazione civile ed il riconoscimento legale della Chiesa armeno-cattolica. L'autonomia religiosa poteva essere garantita solo con l'istituzione di un patriarcato proprio, al quale avrebbe dovuto essere riconosciuta autorità civile su tutti gli armeno-cattolici dell'impero.
Un primo tentativo di eleggere un patriarca per gli armeno-cattolici fu fatto nel 1714, quando a Costantinopoli un'assemblea di prelati e notabili armeno-cattolici designò il vescovo di Mardin, Melkon Tazbazian. La cosa fu denunciata alle autorità turche dagli armeni ortodossi: l'assemblea fu sciolta e molti furono arrestati, tra cui lo stesso Tazbazian ed il vescovo di Aleppo, Abraham Ardzivian.
Miglior sorte ebbe il secondo tentativo. Nel 1737 era morto il patriarca di Sis, e gli armeno-cattolici tentarono di occuparne la sede con un patriarca cattolico. Non riuscirono nell'intento, ma fu comunque eletto patriarca, il 26 novembre 1740, Abraham Ardzivian, rientrato ad Aleppo dopo sette anni di prigionia e vent'anni di esilio volontario nel monastero di Kreim, lontano dalla sua diocesi, che governò tramite il suo vicario Hagop Hovsepian. L'elezione del patriarca cattolico questa volta non poté essere ostacolata dal governo ottomano, impegnato in questi anni dalla rivolta del pascià d'Egitto, che coinvolse anche il Libano. E fu proprio in Libano che Abraham Ardzivian pose la sua residenza, nel monastero di Kreim. Nel 1742 il nuovo patriarca ricevette da papa Benedetto XIV il riconoscimento della sua elezione ed il pallio, con l'incarico di unire, sotto la sua autorità patriarcale, tutti gli armeni cattolici.
Dal punto di vista ecclesiastico, i patriarchi armeno-cattolici avevano in origine la responsabilità solamente degli armeni uniati che abitavano in Cilicia, in Palestina, in Mesopotamia ed in Egitto, mentre quelli che abitavano nel resto dell'Anatolia e nei territori europei dell'impero turco furono subordinati, dalla metà circa del XVIII secolo, al vicario apostolico latino di Costantinopoli.
Nel 1827, con lo scoppio della guerra per l'indipendenza della Grecia, gli armeno-cattolici di Costantinopoli furono denunciati come sostenitori della causa greca. Il governo turco reagì con veemenza contro gli armeni con arresti, deportazioni, espulsioni. La dura persecuzione non lasciò indifferente la comunità internazionale. Papa Leone XII ottenne dai governi francese ed austriaco un loro diretto intervento (1830), che portò ad un duplice risultato: la fine delle misure repressive ed il riconoscimento legale della Chiesa armeno-cattolica. In questa occasione la Santa Sede eresse una arcidiocesi primaziale armeno-cattolica a Costantinopoli: e fu al titolare di questa sede che il governo turco riconobbe autorità civile su tutti gli armeno-cattolici dell'impero. Si venne così a costituire, per la Chiesa armeno-cattolica dell'impero, quello che già esisteva per la Chiesa sorella: ossia l'esistenza di un duplice centro di potere, quello religioso a Bzommar in Libano (dove i patriarchi avevano posto la loro sede), e quello civile a Costantinopoli.. Questa dicotomia fu risolta nel 1866 quando l'arcivescovo primaziale della capitale, Antonio Hassun, fu eletto patriarca di Cilicia degli Armeni: questi trasferì la sede del patriarcato a Costantinopoli, unendo così nella sua persona i due poteri.
Nella seconda metà del XIX secolo si venne a creare una situazione di tensione tra la Chiesa armeno-cattolica e la Santa Sede, che causò uno scisma in seno al Patriarcato armeno. La questione toccava alcuni antichissimi diritti della Chiesa armena (propri di tutte le chiese di rito orientale) circa l'elezione dei patriarchi e dei vescovi, in cui larga parte avevano i laici, il clero ed i monaci. A questi infatti spettava il compito di redigere una lista di nomi, da cui il patriarca ed il sinodo dei vescovi sceglievano il nuovo candidato ad una sede episcopale. Alla Santa Sede invece interessava eliminare l'influenza dei laici e del basso clero nell'elezione dei vescovi e soprattutto avere l'ultima parola nelle nomine episcopali e patriarcali. La tensione aumentò quando Roma pubblicò la lettera apostolica Reversurus (12 luglio 1867): in essa Roma decise che il patriarca, eletto dai soli vescovi del Patriarcato, entrava in carica solo con la conferma dell'elezione da parte del papa; inoltre, circa l'elezione dei vescovi, il patriarca assieme ai vescovi avrebbe formulato una terna di nomi, da cui la Santa Sede avrebbe scelto il vescovo. Visti lesi i propri antichi diritti e le antiche tradizioni, quattro vescovi non riconobbero la Reversurus e formarono così uno scisma nella Chiesa armeno-cattolica, che rientrò definitivamente nel 1880 quando l'ultimo scismatico si riconciliò con Roma.
Alla fine del XIX secolo la Chiesa armeno-cattolica comprendeva:
- 4 arcidiocesi: Costantinopoli, Aleppo, Mardin e Sivas-Tokat;
- 12 diocesi: Alessandria d'Egitto, Ancira (Ankara), Adana, Marasc (Kahramanmaraş), Erzerum, Cesarea di Cappadocia (Kayseri), Melitene (Malatya), Musc-Van (Muş), Prusa (Bursa), Amida (Diyarbakır), Trebisonda (Trabzon), Karput (Harput);
- e 9 vicariati patriarcali: Artvin, Baghdad, Gerusalemme, Zmar, Smirne, Nicomedia, Ispahan, Beirut, Deir el-Zor.

Di queste 25 circoscrizioni ecclesiastiche, 16 erano incluse in territori dell'attuale Turchia.
All'inizio del XX secolo gli armeno-cattolici dell'impero ottomano subirono la medesima sorte della nazione armena con il genocidio perpetrato dall'esercito turco. Incerte le cifre del massacro e della distruzione: 156 chiese, 32 conventi, 148 scuole e 6 seminari distrutti, 270 religiose e 300 preti uccisi. Nel 1928 un sinodo di vescovi armeni operò per la ricostruzione della Chiesa. Miglior sorte ebbero le comunità armeno-cattoliche di Leopoli, della Romania e della Russia, che furono però anch'esse travolte, dopo il 1922, dalla politica religiosa dell'Unione sovietica.

## Organizzazione

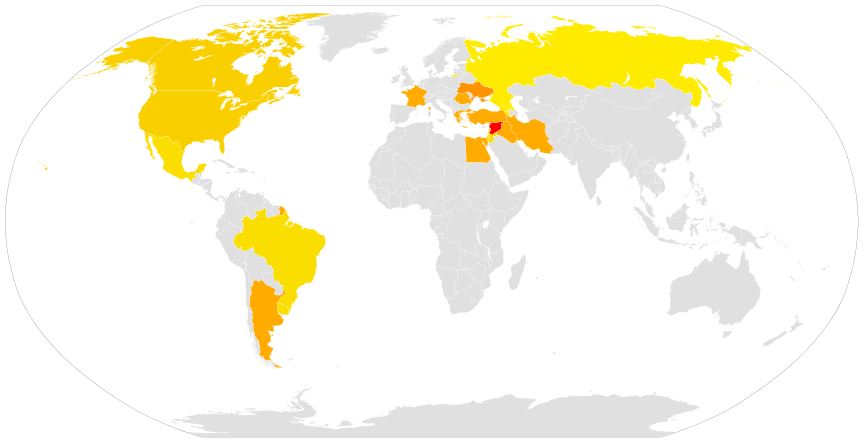
Paesi dove è istituita una giurisdizione ecclesiastica della Chiesa armeno-cattolica.

### Patriarcato di Cilicia
- Arcieparchia di Beirut ( Libano, sede propria del patriarca)

### Arcieparchie
- Arcieparchia di Aleppo ( Siria)
- Arcieparchia di Baghdad ( Iraq)
- Arcieparchia di Costantinopoli ( Turchia)
- Arcieparchia di Leopoli ( Ucraina)

### Eparchie
- Eparchia di Alessandria ( Egitto)
- Eparchia di Ispahan ( Iran)
- Eparchia di Kamichlié ( Siria)
- Eparchia di Nostra Signora di Nareg in Glendale ( Stati Uniti,  Canada)
- Eparchia della Santa Croce di Parigi ( Francia)
- Eparchia di San Gregorio di Narek in Buenos Aires ( Argentina)

### Esarcati apostolici
- Esarcato apostolico di America Latina e Messico ( Brasile,  Messico)

### Ordinariati
- Ordinariato dell'Europa orientale ( Armenia)
- Ordinariato di Grecia ( Grecia)
- Ordinariato di Romania ( Romania)

### Esarcati patriarcali
- Esarcato patriarcale di Damasco ( Siria)
- Esarcato patriarcale di Gerusalemme e Amman ( Israele,  Palestina,  Giordania)

## In Italia
In Italia la comunità armeno-cattolica più importante e prestigiosa è senza dubbio quella del monastero di San Lazzaro a Venezia, gestito dai padri della Congregazione mechitarista; a Roma si trovano il Pontificio Collegio Armeno, fondato nel 1883, e la casa generalizia e il noviziato della Suore Armene dell'Immacolata Concezione.

## Sinodo patriarcale
Elenco dei Presidenti del Sinodo della Chiesa armena cattolica:
- Patriarca Iknadios Bedros XVI Batanian (1969 - 22 aprile 1976)
- Patriarca Hemaiag Bedros XVII Guedikian, C.A.M. (5 luglio 1976 - 30 maggio 1982)
- Patriarca Hovhannes Bedros XVIII Kasparian, I.C.P.B. (7 agosto 1982 - 8 settembre 1999)
- Patriarca Nerses Bedros XIX Tarmouni (18 ottobre 1999 - 25 giugno 2015)
- Patriarca Krikor Bedros XX Ghabroyan, I.C.P.B. (25 luglio 2015 - 25 maggio 2021)
- Patriarca Raphaël Bedros XXI Minassian, I.C.P.B., dal 23 settembre 2021